# Jacques Derrida
Jacques Derrida, ursprungligen Jackie Élie Derrida, född 15 juli 1930 i El Biar nära Alger, Algeriet, död 8 oktober 2004 i Paris, var en fransk filosof. Han var 19 år då han flyttade till Paris där han inledde sin karriär som filosof. Derrida förknippas vanligen med poststrukturalismen. 
Derrida hade algeriska och judiska rötter. Inspirerad av bland annat Heideggers filosofi introducerade Derrida dekonstruktionen av den västerländska metafysiken. Istället för att förkasta ett filosofiskt system utifrån, och komma med en egen ny metafysik som upplevs som mera överensstämmande med verkligheten, var Derridas program att godta de metafysiska lösningar som andra tänkare byggt upp (Platon, Marx, Foucault med flera). Hans metod blev att genom en immanent kritik av systemen peka på inkonsekvenser i metafysiken. Derridas projekt blev att visa att samtliga metafysiska system är bemängda med sprickor och motsägelser. Trots detta förkastade inte Derrida idén om metafysiska system, utan såg den snarare som ett projekt som aldrig kan bli fullbordat.

## Dekonstruktionen
Ett exempel på Derridas dekonstruktion finns i hans läsning av Platons grottallegori. Platon hävdar att alla idéer finns samlade i en idévärld, men idévärlden själv (eller idévärldens idé) utelämnar Platon; den går inte att med logisk konsekvens infoga i systemet. Derrida menar att all metafysik rymmer dessa typer av motsägelser och att de element som inte passar in ignoreras för att systemet ska gå ihop. 
Derrida har kritiserats för att vara motsägelsefull. En vanlig kritik går ut på att dekonstruktionen i sig bygger på ett slags metafysiskt tänkande och har inbyggda förutsättningar. Trots detta är det svårt att förneka att dekonstruktionen pekar på några av den västerländska filosofins mest elementära problem.

## Tid
Mycket av Derridas kritik av andra filosofer och filosofier bottnar i deras uppfattning av tid. Hos såväl Platon som Kant och Freud finns en idé om en ultimat närvaro, en grund, bortom tid och rum, ett stilla varande. Detta vare sig det är tal om en idévärld, ting-i-sig, Gud eller det omedvetna. I dessa tankesätt vidhålls det, på något plan, att det enda som finns är nuet, emedan det förgångna är för alltid förlorat och det framtida ännu är att vänta. Men någonting som är i sig självt, som aldrig rör sig eller förändras, kan, enligt Derrida, inte existera. Det som karakteriserar liv och varande är istället rörelse, och därmed blir så kallade spårstrukturer viktiga i Derridas filosofi, då nuet ständigt bortfaller och övergår i det förflutna. Istället för att anta existensen av ett varande medvetande som via minnet sammankopplar förgångna händelser med varande fenomen menar Derrida med andra ord att det är spårstrukturer, sådant som kvarblir från något förr varande, som möjliggör uppfattningen av en rörelse utsträckt i tiden. Döden (dåtiden) ses med andra ord som en delaktig komponent i livet (nuet), och det finns inget sådant som ett rent nu, utan spår från det förgångna.

## Den etiska vändningen
Mot slutet av sitt liv började Derrida ägna sig mer åt etiken. Vändningen skedde i boken Spectres de Marx (Marx spöken) som utkom 1993. I boken skiljer Derrida på droit (rätt, i lagens mening) och justice (idén om rättvisan, åsikterna går dock isär om huruvida det är detta han menar). Richard Kearney och Mark Dooley menar att Derrida nu förefaller ha övergivit sitt dekonstruktiva projekt för att istället ställa upp rättvisan som en regulativ idé och rätten som en strävan efter Rättvisan.